# Васманн, Эрих
Эрих Васманн (англ. Erich Wasmann) (29 мая 1859 года — 27 февраля 1931 года) — монах-иезуит и энтомолог, специализировавшийся на исследовании общественной жизни муравьёв и термитов, один из «отцов-основателей» мирмекологии, автор описания 933 новых видов мирмекофилов, главным образом жуков.

## Биография
Родился 29 мая 1859 года в Мерано, Южный Тироль (Северная Италия). Был сыном художника Фридриха Васмана.
29 августа 1875 года в Голландии Вассман вступил в Орден иезуитов.
Описал Васманнову мимикрию у мирмекофилов. Собрал крупнейшую в мире коллекцию мирмекофилов из 2000 видов, из которых около тысячи он описал как новые для науки.
Вассман был авторитетным лидером среди католиков своего времени в биологических вопросах, вел полемику с Эрнстом Геккелем, пытавшимся использовать науку для ниспровержения религии.
Вассман состоял членом многих научных обществ, в том числе Institute Grand Ducal in Luxembourg, Societé Scientologique de Bruxelles, энтомологических обществ Бельгии, Лондона, Испании, Бразилии, Германии. Он был почётным доктором университета Фрайбурга, и других университетов. К 70-летию был издан юбилейный том Wasmann-Anniversary-Volume в его честь.
Умер 27 февраля 1931 года в Валкенбурге (Нидерланды).

## Важнейшие труды
Васман оставил больше чем 700 научных писем и опубликовал около 300 статей.
- Wasmann, E. 1888. Beiträge zur Lebensweise der Gattungen Atemeles und Lomechusa. Tijdschrift voor entomologie, XXXI, pp. 245–328.
- Wasmann, E. 1890. Vergleichende Studien über Ameisen- und Termitengäste. Tijdschrift voor entomologie, XXXIII, pp. 27–96, I pl.
- Wasmann, E. 1891: Ueber die verschiedenen Zwischenformen von Weibchen und Arbeiterinnen bei Ameisen. Stettiner Entomologische Zeitung, 51: 300—309.
- Wasmann, E. 1894: Kritisches Verzeichniss der myrmekophilen und termitophilen Arthropoden. Mit Angabe der Lebensweise und mit Beschreibung neuer Arten. Verlag von Felix L. Dames, Berlin. 231 pp.
- Wasmann, E. 1895: Die Ameisen- und Termitengäste von Brasilien. Verhandlungen der Zoologisch-Botanischen Gesellschaft in Wien, 45: 137—178.
- Wasmann, E. Vergleichende Studien über das Seelenleben der Ameisen und der höhern Thiere, Freiburg im Breisgau : Herder, 1898.
- Wasmann, E. 1899: Die psychischen Faehigkeiten der Ameisen. Zoologica, 26: 1-131.
- Wasmann, E. 1904: Neue Beiträge zur Kenntniss der Paussiden, mit biologischen und phylogenetischen Bemerkungen. Notes from the Leyden Museum, 25: 1-82.
- Wasmann, E. 1904: Zur Kenntniss der Gäste der Treiberameisen u. ihrer Wirthe am obern Congo nach den Sammlungen und Beobachtungen von P. Herm. Kohl C.S.S.C. bearbeitet. Zoologische Jahrbuecher, Supplement, 7: 611—682.
- Wasmann, E. Comparative studies in the psychology of ants and of higher animals. Authorized English version of the 2d German ed. of the preceding. St. Louis, Mo. Freiburg (Baden), B. Herder. 1905.
- Wasmann, E. 1917: Neue Anpassungstypen bei Dorylinengästen Afrikas (Col. Staphylinidae). (218. Beitrag zur Kenntnis der Myrmekophilen.). Zeitschrift für Wissenschaftliche Zoologie, 17: 257-360.
- Wasmann, E. 1925: Die Ameisenmimikry. Abh. Theor. Biol., 19: 1-164.